# Cameron Phillips
Cameron Phillips est un personnage fictif de la série télévisée Terminator : Les Chroniques de Sarah Connor interprété par Summer Glau.
Cameron Phillips est un Terminator envoyé depuis l'année 2027 pour protéger John Connor. Son modèle et ses capacités exactes n'ont toujours pas été révélées. Elle peut imiter le comportement humain bien mieux qu'un modèle T-800 et est capable de consommer de la nourriture.
Cameron est originaire du futur apocalyptique décrit dans l'univers de la franchise Terminator. Dans l'épisode pilote, Cameron est envoyée en 1999 pour aller chercher John Connor et sa mère Sarah afin de les emmener en 2007 pour stopper la création de Skynet. Le rôle de Cameron est à mettre en analogie avec celui du Terminator interprété par Arnold Schwarzenegger dans Terminator 2 et Terminator 3, à savoir la protection de John Connor.

## Concept du personnage
Cameron a été nommée ainsi en hommage au créateur de la franchise, James Cameron. La décision de représenter Cameron sous la forme d'une adolescente a été prise en accord avec la vision initiale du Terminator de James Cameron, à savoir un robot infiltrateur.

## Allison Young
On en apprend un peu plus sur l'origine de l'apparence physique de Cameron dans Allison from Palmdale, l'épisode 4 de la saison 2. Une prison utilisée par Skynet est montrée et une humaine ayant la même apparence que Cameron essaie de s'en échapper. Elle est capturée et révèle s'appeler Allison Young, un membre de la Résistance originaire de Palmdale. Allison déclare au Terminator qui l'interroge que son père lui avait promis un vélo pour son anniversaire mais qu'elle ne l'a jamais obtenu à cause du Jugement dernier. Son père était architecte et sa mère professeur de musique. Le Terminator qui l'interroge est en fait Cameron mais sous sa forme métallique. Celle-ci déclare qu'elle représente un groupe de machines dissidentes pacifistes qui veulent cesser la guerre, mais Allison ne lui fait pas confiance. Cameron l'oblige à révéler où se trouve la base de John Connor, mais celle-ci découvre en s'y rendant qu'il faut porter un bracelet pour rentrer dans la base. Cameron revient alors sous sa forme humaine, parfaitement identique à Allison, la tue et prend son bracelet afin de s'infiltrer dans la base de Connor.
De retour dans le présent, le processeur de Cameron se remet à mal fonctionner, lui faisant oublier qu'elle est un Terminator. Elle est emmenée à un commissariat et rencontre une fille nommée Jody qui la conduit à un hôtel pour sans-abris. Cameron a soudain un flashback de sa rencontre avec la vraie Allison dans le futur et commence à utiliser ce prénom. Pendant sa perte de mémoire, Cameron exprime des sentiments humains, se met à rire et à pleurer. Elle parvient à avoir celle qu'elle pense être sa mère - et qui est en fait la mère de la Allison du futur - au téléphone. Cette même mère est en fait enceinte d'Allison. À la fin de l'épisode, Cameron retrouve la mémoire et manque de peu de tuer Jody.
Si on met en relation certaines indications temporelles données dans les saisons 1 et 2, Allison serait née le 22 juillet 2009. En effet, dans l'épisode The mousetrap (2x03), l'action se passe en novembre 2008 (code téléphonique utilisé par les Connor pour éviter les impostures). De plus, Catherine Weaver mentionne la mort de Bobby Fischer et celui-ci est décédé en janvier 2008. La mère d'Allison étant enceinte dans l'épisode Allison from Palmdale (2x04), on peut en déduire que la naissance d'Allison est effectivement prévue pour 2009.
On s'apercevra notamment qu'avec les souvenirs d'Allison, Cameron pleure et rit, elle est donc capable de sentiments.
À la suite de cet épisode, on la verra plus humaine (mentalement parlant) qu'elle ne l'était déjà.